# Centrica
Centrica plc ( LSE: CNA ) es una compañía multinacional de grandes servicios públicos, con sede en el Reino Unido y también con intereses en América del Norte. Centrica es el mayor proveedor de gas a clientes domésticos en el Reino Unido, y uno de los mayores proveedores de electricidad, que opera bajo los nombres comerciales "Scottish Gas" en Escocia y  "British Gas" en el resto del Reino Unido. Se cotiza en la Bolsa de Valores de Londres (London Stock Exchange) y forma parte de FTSE 100 Index. 

### Videoclips
- Centrica, canal en YouTube
- British Gas YouTube channel

### Centrica Energía
- Adquisición de Centrica Energía por Villar Mir.

- Datos: Q259013
- Multimedia: Centrica / Q259013